# 5475 Hanskennedy
5475 Hanskennedy eller 1989 QO är en asteroid i huvudbältet som upptäcktes den 26 augusti 1989 av den australiensiske astronomen Robert H. McNaught vid Siding Spring-observatoriet. Den är uppkallad efter astronomen Hans D. Kennedy.
Den tillhör asteroidgruppen Hungaria.